# Solaris (1972)
Solaris (em russo:  Solyaris; cirílico: Солярис) é um filme soviético de 1972 de drama e ficção científica dirigido por Andrei Tarkovski com roteiro de Fridrikh Gorenshtein e do próprio Tarkovsky baseado no romance Solaris, do escritor polonês Stanisław Lem. O filme foi a tentativa de Tarkovsky de trazer uma nova profundidade emocional aos filmes de ficção científica; ele viu a maioria das obras ocidentais do gênero como superficiais devido ao seu foco na invenção tecnológica.

## Sinopse
A trama gira em torno de uma estação espacial orbitando o planeta fictício Solaris, onde uma missão científica foi paralisada porque a tripulação de três cientistas entrou em crise emocional. O psicólogo Kris Kelvin (Banionis) viaja até a estação para avaliar a situação, apenas para encontrar os mesmos fenômenos misteriosos que os outros.

## Produção
Stanisław Lem quase não permitiu a adaptação de Tarkovski, uma vez que o diretor russo inicialmente insistia em retirar do roteiro toda a alusão à ficção científica, o que desagradou profundamente o escritor polonês. Tarkovski cedeu, e a ação se dá principalmente em uma estação espacial que orbita Solaris.[carece de fontes?]

## Lançamento em mídia física
Solaris foi lançado em LaserDisc no Japão em 1986. Em 24 de maio de 2011, a The Criterion Collection lançou o filme em Blu-ray. A diferença mais notável em relação ao lançamento anterior do DVD da Criterion de 2002 foi que as cenas monocromáticas do filme em tons de azul e branco foram restauradas. Em 2020 a CPC-UMES Filmes lançou o filme no Brasil em Blu-ray em edição especial na Versátil Home Vídeo. Posteriormente, foi iniciada a venda da luva da edição.

## Prêmios e indicações

### Prêmios
Festival de Cannes: 1972
- Prêmio Especial do Júri
- Prêmio FIPRESCI[12]

### Indicações
Festival de Cannes: 1972
- Palma de Ouro[12]

 Festival Internacional de Chicago: 1973
- Melhor Filme[carece de fontes?]

 Saturn Awards: 1976
- Melhor Filme de Ficção Científica[carece de fontes?]